# Estádio Ribeirão
O Estádio Ribeirão é um Estádio de Futebol localizado no município de Paracuru. Sua capacidade é de 3.000 pessoas. O estádio recebe jogos do Paracuru Atlético Clube.